# Antarctica
Antarctica is het continent rond de zuidpool van de Aarde.
Met een oppervlakte van 14 miljoen vierkante kilometer is Antarctica op vier na grootste continent, na Eurazië, Afrika, Noord-Amerika en Zuid-Amerika, en voor Australië.
Antarctica wordt omringd door de Atlantische Oceaan, de Indische Oceaan en de Grote Oceaan (volgens de oude indeling in oceanen).
Alle zeegebieden rond Antarctica, bezuiden de 60e breedtegraad, worden benoemd als de Zuidelijke Oceaan (of Antarctische Oceaan). Het land en het water rond Antarctica wordt gezamenlijk aangeduid met de term Antarctis.
Op een kaart wordt Antarctica meestal getoond met de nulmeridiaan boven.
Antarctica is bijna volledig bedekt met een ijskap en het continent is het koudste gebied op Aarde. De laagste temperatuur ooit gemeten in een weerstation was bij het Vostokstation op 1000 kilometer van de Zuidpool: −89,2 °C (officieus −91 °C). Volgens metingen van de NASA werd op 10 augustus 2010 op een hoogvlakte bij het midden van Antarctica een temperatuur van −93,2 °C waargenomen. Of dit kouderecord erkend gaat worden door de Wereld Meteorologische Organisatie is onbekend.
Antarctica is het continent met de laagste gemiddelde luchtvochtigheid. Van al het ijs op de wereld ligt 90% op Antarctica. De gemiddelde dikte van de ijskap bedraagt 2200 meter en op het dikste punt is het ijs zelfs 4776 meter dik.

## Etymologie

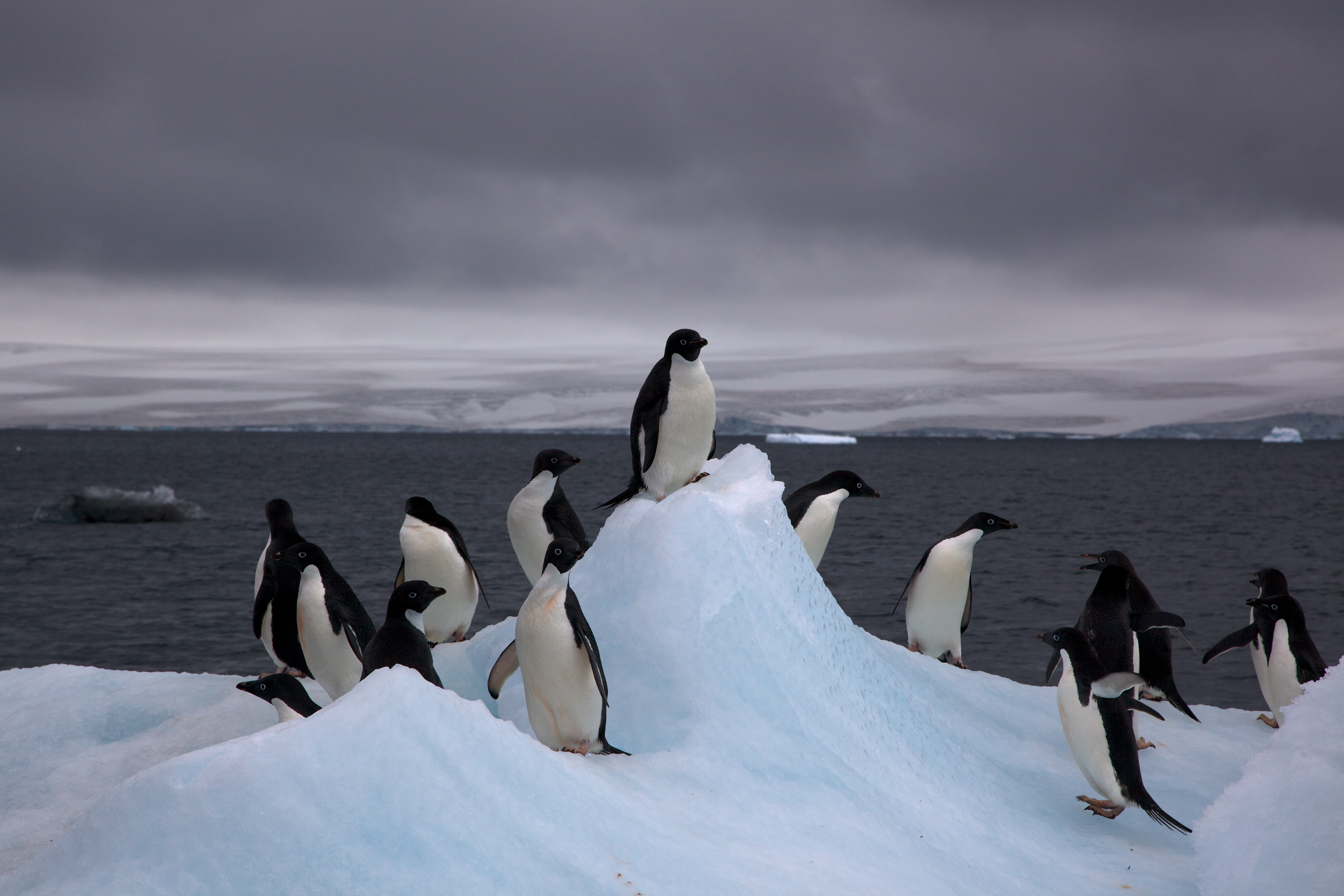
Adeliepinguïns op Antarctica.

De naam Antarctica is de geromaniseerde vorm van het Griekse samengestelde woord ἀνταρκτική (antarktiké), de vrouwelijke vorm van ἀνταρκτικός (antarktikós), wat "tegenover de Arctis" of "tegenover het noorden" betekent.
Aristoteles schreef in zijn boek Meteorologica over een Antarctisch gebied in ca. 350 v.Chr. Marinus van Tyrus gebruikte de naam naar verluidt op zijn wereldkaart van de 2e eeuw n.Chr. De Romeinse auteurs Hyginus en Apuleius (1e-2e eeuw n.Chr.) gebruikten voor de Zuidpool de geromaniseerde Griekse naam polus antarcticus, vanwaaruit het Oudfranse pole antartike (pôle antarctique) werd verklaard in 1270, en van daaruit het Middelengelse pol antartik (Antarctic Pole) in een technische verhandeling door Geoffrey Chaucer uit 1391.
Voordat de term zijn huidige geografische betekenis verwierf werd hij gebruikt voor andere plaatsen die konden worden omschreven als "tegenover het noorden". De kortlevende Franse kolonie gevestigd in Brazilië in de zestiende eeuw werd bijvoorbeeld "France Antarctique" genoemd.
Het eerste formele gebruik van de naam "Antarctica" als een continentale naam wordt toegeschreven aan de Schotse cartograaf John George Bartholomew in de jaren 1890.

## Geografie

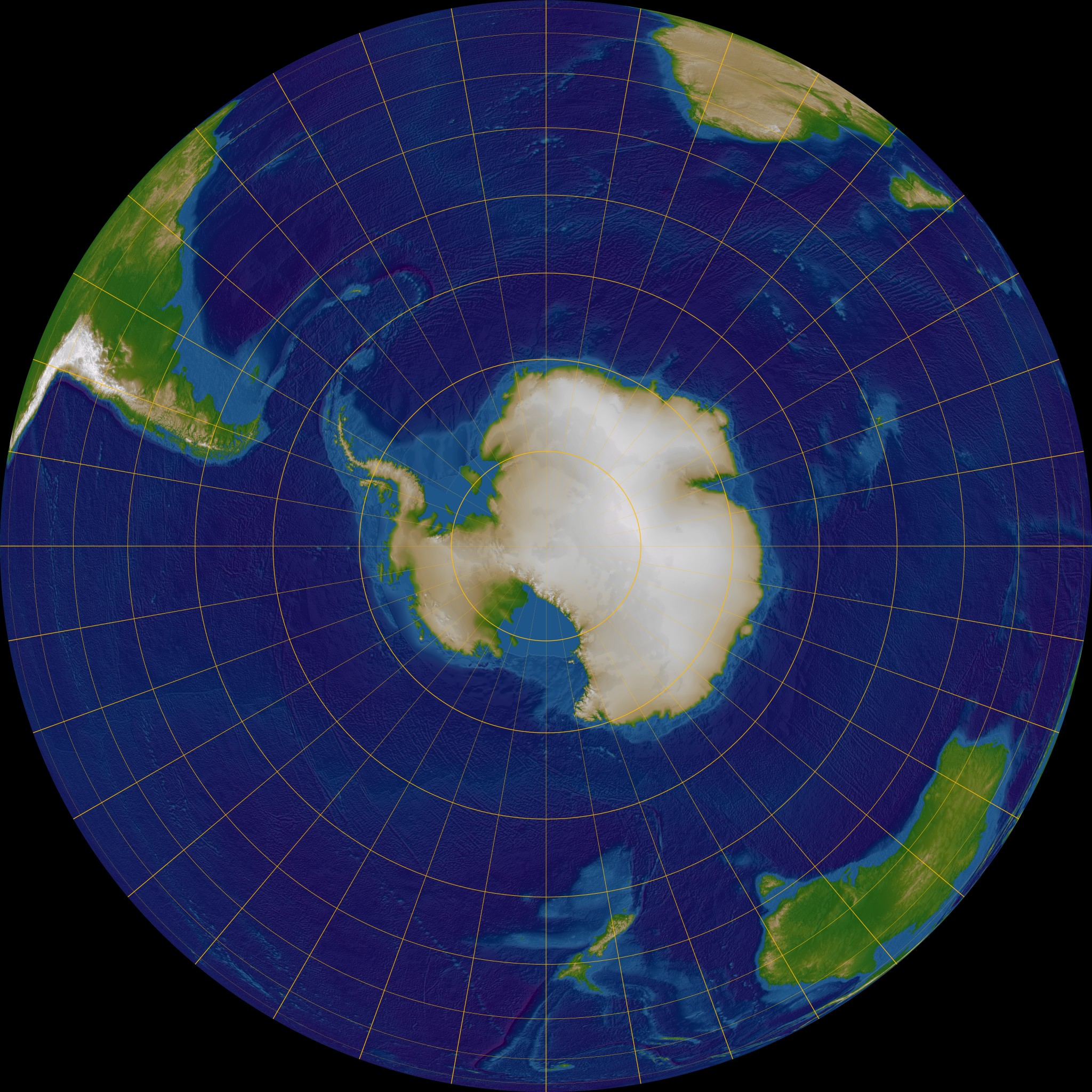
Kaart van Antarctica waarop het reliëf van de zeebodem ook te zien is

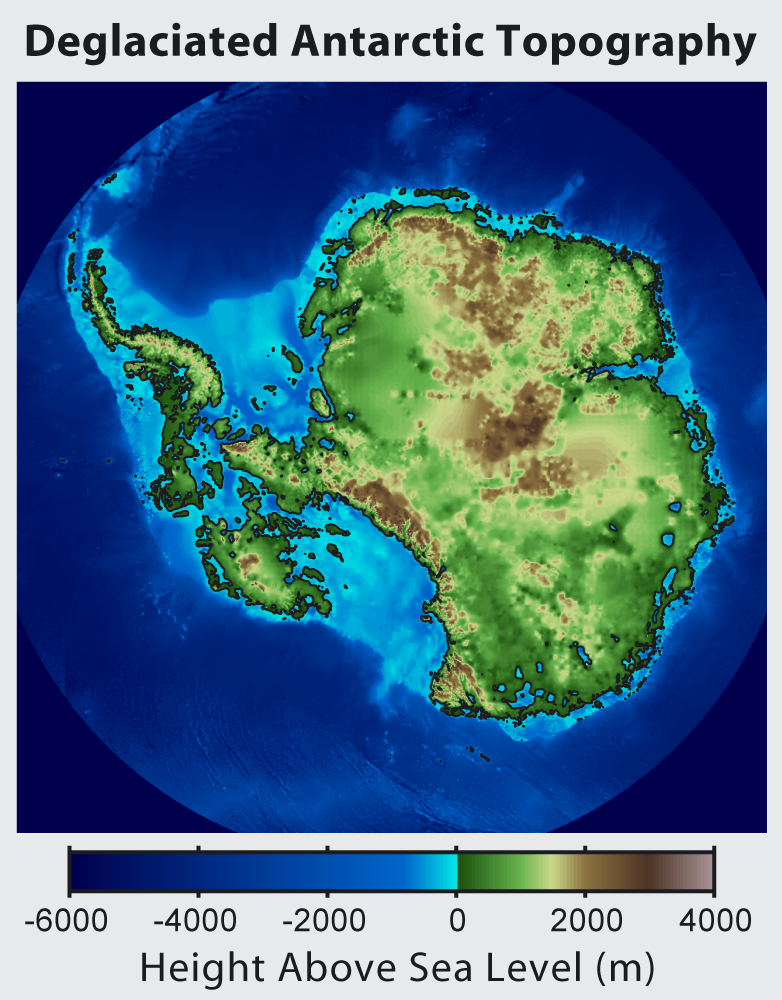
Topografische kaart van Antarctica na het verdwijnen van het ijs. Antarctica heeft er zo mogelijk 35 miljoen jaar geleden uitgezien, toen de Aarde zich in een warme periode bevond.

Antarctica wordt in dit artikel gedefinieerd als:
- het Antarctisch vasteland, soms onderscheiden in Oost-Antarctica en West-Antarctica (inclusief het Antarctisch Schiereiland);
- de eilanden op het Antarctisch continentaal plat;
- eilanden die niet op het Antarctisch continentaal plat liggen maar gewoonlijk beschouwd worden als behorend tot Antarctica:
  - Zuidelijke Orkneyeilanden
  - Zuidelijke Shetlandeilanden
  - Zuid-Georgië en de Zuidelijke Sandwicheilanden
  - Bouveteiland
  - Heard en MacDonaldeilanden

## Zuidpooltraverse
De Zuidpooltraverse, ook McMurdo – South Pole Highway genoemd, is een met vlaggen gemarkeerde weg van Station McMurdo naar de zuidpool.

## Geschiedenis

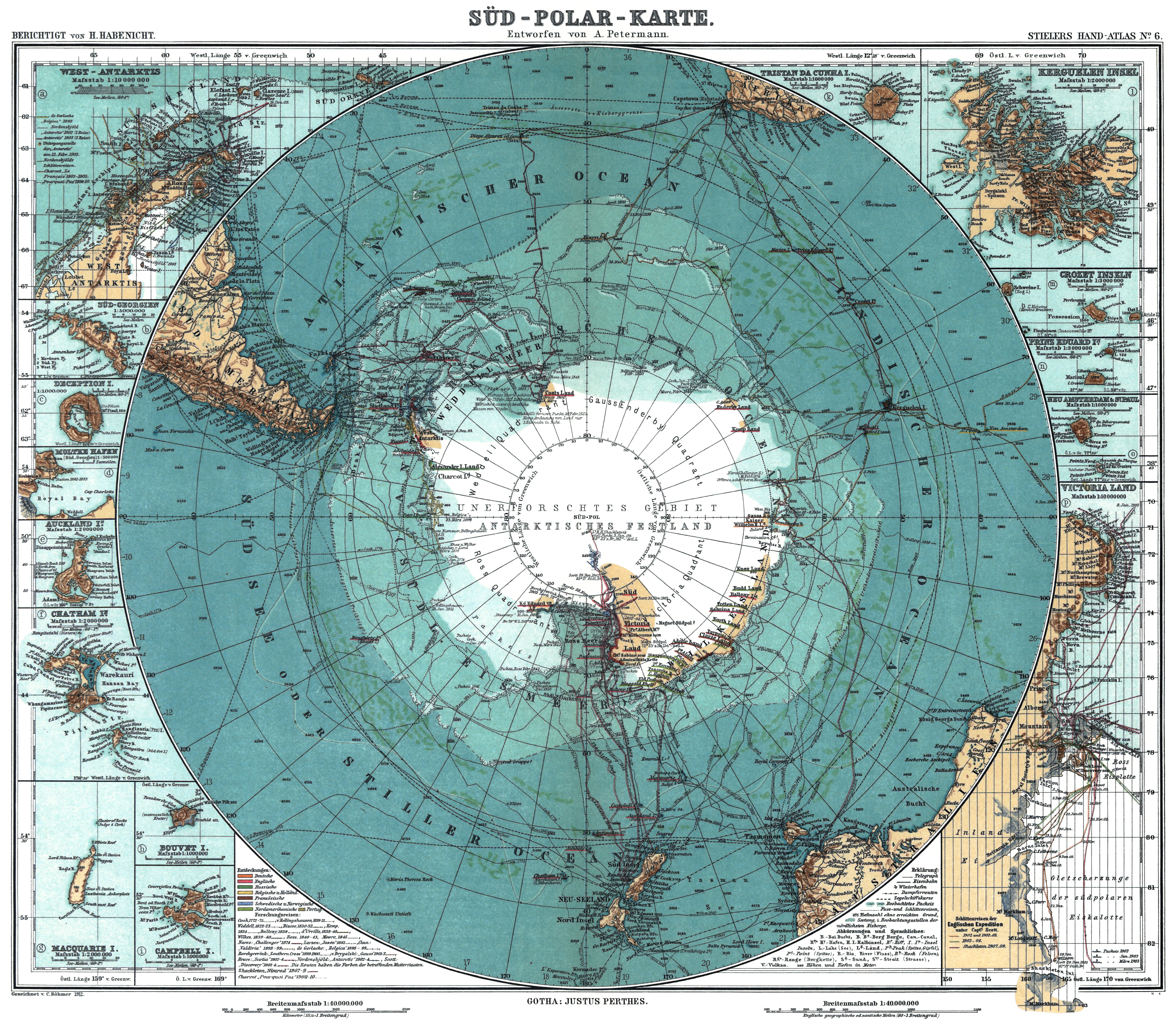
Kaart van Antarctica uit 1912

Hoewel er al veel eerder vermoedens bestonden over een zuidelijk continent, werd Antarctica pas in 1820 "ontdekt".
Tussen 1897 en 1899 werd voor het eerst overwinterd op Antarctica tijdens een Belgische expeditie onder leiding van Adrien de Gerlache met de Belgica.
Op 14 december 1911 bereikte de Noor Roald Amundsen als eerste de Zuidpool.
Ook in 1911/1912 probeerde een Britse expeditie onder leiding van Robert Scott de Zuidpool te bereiken. Ze bereikten de Zuidpool nog wel in 1912, maar de deelnemers aan deze expeditie kwamen op de terugreis om het leven.
In 1946 leidt de US Navy de grootste operatie die ooit op Antarctica is uitgevoerd: Operatie High Jump. Admiraal Richard E. Byrd voert het bevel. De Amerikanen sturen 4700 soldaten, 13 schepen (waaronder een vliegdekschip en een onderzeeboot), 50 helikopters en 23 vliegtuigen naar "Little America". Hij verwonderde zich erover dat er warm, zoet water te vinden was. Zijn bevindingen heeft hij uitgebreid verkondigd tijdens een interview.
Het officiële doel van de expeditie is wetenschappelijk onderzoek en het in kaart brengen van de topografie van de streek. Tienduizenden luchtfoto's worden er gemaakt, diverse filmopnamen en zestig procent van de kustgebieden wordt in kaart gebracht.
In december 1963 bereikte G.M.A. Brummer, luitenant ter zee 1e klasse, als eerste Nederlander de Zuidpool als navigator van een Amerikaans vliegtuig. Hij was als officier toegevoegd aan de Amerikaanse Taskforce 43, die met behulp van de ijsbreker USS Glacier Antarctica verkende.

## Klimaat
Antarctica is het koudste continent op aarde. Het binnenland heeft een lange en koude winter waarbij het gemiddeld −40 tot −60 °C is. In de korte zomer wordt het daar gemiddeld niet warmer dan −20 °C. Aan de kust en op het Antarctisch Schiereiland is het minder koud. In de winter is het daar gemiddeld −10 tot −30 °C, afhankelijk van de locatie, terwijl in de zomer de temperatuur gemiddeld iets onder tot rond het vriespunt ligt.
| Maand                  | jan | feb | mrt | apr | mei | jun | jul | aug | sep | okt | nov | dec | Jaar  |
| ---------------------- | --- | --- | --- | --- | --- | --- | --- | --- | --- | --- | --- | --- | ----- |
| Gemiddeld maximum (°C) | −26 | −38 | −51 | −53 | −53 | −54 | −56 | −56 | −56 | −48 | −37 | −26 | −46,2 |
| Gemiddeld minimum (°C) | −29 | −43 | −57 | −61 | −62 | −62 | −63 | −63 | −63 | −54 | −40 | −29 | −52,2 |
| Bron: Klimaatinfo      |     |     |     |     |     |     |     |     |     |     |     |     |       |

Antarctica is het droogste continent op aarde met een gemiddelde neerslag van ongeveer 170 mm per jaar. Dat is de hoeveelheid water nadat de gevallen sneeuw gesmolten is. Het binnenland is bijzonder droog met minder dan 100 mm neerslag per jaar. De kustzone daarentegen is natter, waarbij de westkust van het Antarctisch Schiereiland het natst is. Daar valt meer dan een meter neerslag per jaar, dus meer dan 3 meter sneeuw per jaar.
Ten slotte is de windrichting en windsterkte opvallend aan het klimaat van Antarctica. Bijna overal op Antarctica is de directionele constantheid van de wind bijzonder hoog, dit wil zeggen dat de wind altijd uit dezelfde richting waait (het oosten). In het binnenland is deze wind niet bijzonder sterk, maar langs de kust waait het hard. Het onderzoeksstation Dumond d'Urville heeft met 19,5 m/s (70,2 km/h) de hoogste jaargemiddelde windsnelheid op aarde gemeten. Hetzelfde weerstation heeft in 1972 een maximale windsnelheid van 324 km/h gemeten.

##### Klimaatverandering en veranderingen van de ijskap
De huidige opwarming van de Aarde wordt geweten aan de voortdurende toename van broeikasgassen (zoals kooldioxide en methaan) in de atmosfeer. De gemiddelde temperatuur aan de randen van Antarctica, maar wellicht zelfs in het binnenland, is sinds een eeuw toegenomen, zo blijkt uit metingen van weerstations en ijsanalyses van boorkernen. Ook de gemiddelde temperatuur van het zeewater rondom het continent is toegenomen. Dit is een factor die bijdraagt aan het smelten/afkalven van gletsjers die deels op land, deels op zee rusten. Hierbij bestaan regionale verschillen. Met name de ijsmassa op het noordelijk Antarctisch schiereiland en de West-Antarctische ijskap op het gebied bij de Amundsenzee neemt af. Het afkalvingsfront trekt op deze plekken duidelijk terug. Dit proces is versneld vanaf 2002.
Volgens de Franse glacioloog Eric Rignot is het proces van afsmelten en in zee glijden van de gehele Westelijke Antarctische ijsplaat "onomkeerbaar". Dit is voldoende ijs om de zeespiegel een meter te laten stijgen. Alleen het tijdsbestek is onzeker: zowel twee eeuwen als twee millennia behoren tot de mogelijkheden, maar het zou nog sneller kunnen gaan.
In 2016 ontstond ongerustheid over de stabiliteit van de Oost-Antarctische ijskap, naar aanleiding van een  onderzoeksrapport van poolonderzoeker Jan Lenaerts en zijn team van het IMAI in Utrecht. Van een vanuit de lucht waargenomen mysterieuze kraterachtige reuzencirkel (doorsnee 3 km) in het ijs van de Koning Boudewijn-ijsplaat in Oost-Antarctica meent hij te kunnen bewijzen dat deze niet het gevolg is van een meteoorinslag, maar van smeltwater.. Recenter onderzoek laat echer geen duidelijke trend in Oost-Antarctica zien, zie onder.
Onderzoek naar veranderingen in de ijskap kan op verschillende manieren plaatsvinden. Elke methode heeft voor- en nadelen. Voor een belangrijk deel wordt gebruik gemaakt van satellietwaarnemingen. Dat kunnen hoogtemetingen van de ijskap zijn (altimetrie), massametingen (gravimetrie) en input-output modellen (berekeningen van de sneeuwval, smelt, afstroom en afkalving). 
Massametingen zijn o.a. gedaan met de GRACE-satellieten. Bij massametingen kunnen de drijvende ijsplaten (ice shelves) langs de randen niet gemeten worden. Afsmelten daarvan heeft geen invloed op de gemeten massa, en op de stijging van de zeespiegel. Indirect is het afsmelten van de ijsplaten wel van invloed; de gletsjers op het continent kunnen daardoor sneller gaan bewegen.
Recente rapporten over de massaveranderingen op Antarctica wijzen allemaal op een massaverlies, maar geven verder geen eenduidig beeld. Wel is het duidelijk dat het massaverlies plaatsvindt op West-Antarctica en op het Antarctisch Schiereiland. Op Oost-Antarctica is geen duidelijke trend. Van de gravitatiemetingen verschijnen regelmatig updates; Deze laten een massaverlies zien van (volgens opgave, februari 2025) 136 Gigaton per jaar. In 2022 was er sprake van aanwas, door bovengemiddelde sneeuwval.
Het IMBIE-team (Ice Sheet Mass Balance Inter-comparison Exercise) heeft enkele rapporten uitgebracht waarin de onderzoeksresultaten van de verschillende meetmethodes gecombineerd zijn. Een rapport uit 2023 vond een iets geringer massaverlies dan uit de gravitatiemetingen blijkt. In 2024 verwees de Europese klimaatdienst Copernicus naar recenter IMBIE-gegevens die juist veel meer massaverlies te zien geven. Het onderliggende rapport laat nog op zich wachten (maart 2025). De door Copernicus gepubliceerde gegevens zijn in grote tegenstelling tot gegevens in een kort daarvoor verschenen rapport van de WMO, gebaseerd op gravitatiemetingen, die juist veel minder massaverlies te zien geven dan eerdere publicaties.
Er zijn verschillende oorzaken van de opgetreden onzekerheid. Een belangrijk punt is dat niet alleen de (massa van de) ijskap verandert, maar ook de massa en de hoogte van de onderliggende rotsbodem. Door veranderingen in de ijskap past de rotsbodem zich aan (Postglaciale opheffing) waarbij niet alleen de bodem omhoog kan komen maar ook materiaal toestroomt in de aardmantel. Hiervoor moet gecorrigeerd worden.

## Leven
Op Antarctica groeien slechts enkele plantensoorten: mossen, korstmossen en twee soorten bloeiende planten, een grassoort, Antarctische smele (Deschampsia antarctica), en een anjersoort, Antarctisch sterremos of vetmuur (Colobanthus quitensis). Langs de kusten van Antarctica leven echter vele dieren, waaronder pinguïns, walvissen en zeehonden. De wateren rond Antarctica zijn rijk aan voedsel. De basis van dit voedsel wordt gevormd door plankton. Dit plankton wordt weer gegeten door krill. Krill vormt op zijn beurt het hoofdvoedsel van walvissen, die er vele tonnen per dag van naar binnen werken.

## Territoriale claims

Deze kaart laat de territorialeclaims in Antarctica zien
Argentijnse claim
Australische claim
Chileense claim
Franse claim
Nieuw-Zeelandse claim
Noorse claim
Britse claim

Antarctica is niet politiek verdeeld, maar verschillende landen, vooral landen die dicht bij het continent liggen, hebben in de eerste helft van de 20e eeuw verschillende stukken opgeëist. Deze opeisingen hebben weinig praktische betekenis, maar ze worden nageleefd door vele cartografen zodat het continent op staatkundige kaarten op een enorme aangesneden "ijstaart" lijkt. De meeste van deze landen hebben observatie- of onderzoekscentra op Antarctica binnen het door hen opgeëiste gebied.
Andere landen, al dan niet met bases op het continent, hebben geen gebied opgeëist, maar sommige landen, waaronder Rusland, behouden zich het recht voor dit in de toekomst te doen. De claims worden niet erkend door andere landen en door de Verenigde Naties. Een aantal landen, waaronder Nederland, heeft ook nadrukkelijk deze territoriale claims verworpen.
Het Antarctisch Verdrag behoudt de status quo en "bevriest" alle soevereiniteitsclaims voor de looptijd van het verdrag. Tot de "partijen", de landen die het verdrag zijn aangegaan, behoren alle landen met een territoriale claim, maar ook landen zonder claim, die actief zijn in het gebied, zoals België, Nederland, Rusland, de VS en Zuid-Afrika. Artikel IV van het verdrag beschermt zowel de partijen met als die zonder territoriale aanspraken. Hun activiteiten in het kader van het verdrag kunnen niet worden beschouwd als een verzaking aan hun claims, dan wel als een erkenning van de aanspraken van andere staten. Ook kunnen hun handelingen tijdens de duur van het verdrag niet gebruikt worden om hun positie te staven of om die van andere staten te betwisten. De partijen kunnen tijdens de duur van het verdrag geen nieuwe claims maken of hun bestaande aanspraken uitbreiden.

### Claims op Antarctica
| Sinds | Land                | Gebied                                                      | Begrenzing claim                                     | Kaart |
| ----- | ------------------- | ----------------------------------------------------------- | ---------------------------------------------------- | ----- |
| 1908  | Verenigd Koninkrijk | Brits Antarctisch Territorium Overlappend met andere claims | 20°W tot 80°W                                        |       |
| 1923  | Nieuw-Zeeland       | Ross Dependency                                             | 150°W tot 160°E                                      |       |
| 1924  | Frankrijk           | Adélieland                                                  | 142°2'E tot 136°11'E                                 |       |
| 1929  | Noorwegen           | Peter I-eiland                                              |                                                      |       |
| 1933  | Australië           | Australisch Antarctisch Territorium                         | 160°E tot 142°2'E en 136°11'E tot 44°38'E            |       |
| 1939  | Noorwegen           | Koningin Maudland                                           | 44°38'E tot 20°W                                     |       |
| 1940  | Chili               | Antártica Overlappend met andere claims                     | 53°W tot 90°W                                        |       |
| 1943  | Argentinië          | Argentijns Antarctica Overlappend met andere claims         | 25°W tot 74°W                                        |       |
| –     | Geen                | Niet opgeëist (Marie Byrdland)                              | 90°W tot 150°W (met uitzondering van Peter I-eiland) |       |

### Vroegere claims
- Duitsland: 10° WL tot 20° OL; werd tussen 1939 en 1945 geclaimd als Nieuw-Zwabenland.
- Zuid-Afrika: tussen 1963 en 1994.
- Brazilië: 28° tot 53° WL; overlapte Argentijnse, Britse en Chileense aanspraken; informeel opgeëist in 1986.

## Bevolking
De bevolking van Antarctica wordt geschat op ten minste 1000 mensen. Het aantal verschilt per seizoen. Antarctica heeft vrijwel geen permanente bewoners, maar een aantal regeringen houdt permanente onderzoeksstations open. Telecommunicatie met andere landen vindt plaats via radio of internet. Alleen in het uiterste noorden van het Antarctisch Schiereiland en op King George Island liggen twee permanente "dorpen", met kerken, scholen en ziekenhuizen.

## Onderzoeksstations
Er bevinden zich ruim zestig poolstations op Antarctica, waar wetenschappelijk onderzoek wordt verricht door ruim dertig landen. Een aantal hiervan werkt permanent en een aantal andere alleen in de zomer. Het grootste poolstation is het Amerikaanse Station McMurdo aan de McMurdo Sound, waar tot 1200 mensen kunnen leven. De landen met de meeste poolstations zijn Argentinië (zeven) en Rusland (vijf met nog drie in de her-openstellingsfase). Veel poolstations zijn geconcentreerd op het Antarctisch schiereiland, aan de kust en op de eilanden in de Antarctis. Een van de meest geïsoleerde stations is het Russische Vostokstation. Nabij de zuidpool bevindt zich het Zuidpoolstation Amundsen-Scott.

## Ozongat

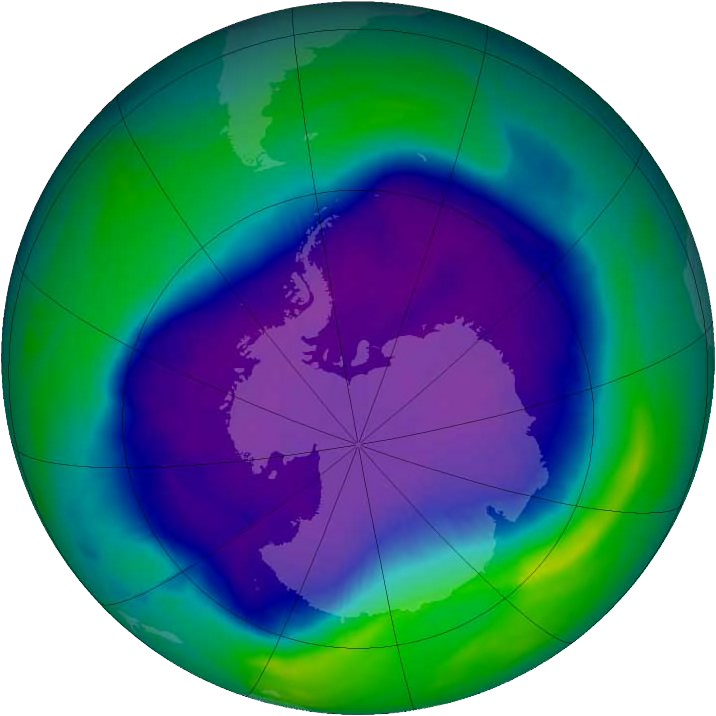
Afbeelding van het grootste Antarctische ozongat ooit gemeten door de uitstoot van cfk's (september 2006).

Er is een groot gebied boven Antarctica waar ozon in lagere concentraties dan gewoonlijk te vinden is. Dit gebied wordt ook wel het gat in de ozonlaag genoemd. Dit gat dekt bijna het gehele continent en was op zijn grootst van september tot december 2008. Het was het langdurigste gat ooit gemeten. Wetenschappers ontdekten het gat in 1985 en het heeft gedurende jaren van observatie de neiging gehad zich uit te breiden. Het gat in de ozonlaag wordt toegeschreven aan de uitstoot van chloor-fluor-koolstofverbindingen (cfk's) in de atmosfeer, dat ozon ontbindt in andere gassen.
Enkele wetenschappelijke studies wijzen erop dat een aantasting van de ozonlaag een overheersende rol kan gaan spelen in de klimaatverandering in Antarctica en in een breder gebied op het zuidelijk halfrond. Ozon absorbeert grote hoeveelheden ultraviolette straling in de stratosfeer. Het gat in de ozonlaag boven Antarctica kan een afkoeling van 6 °C in de plaatselijke stratosfeer veroorzaken. Deze afkoeling heeft het verhevigen van de westenwinden die over het continent stromen (de poolwervel) tot gevolg en verhindert dus de uitstroom van de koude lucht nabij de Zuidpool. Bijgevolg kent de continentale massa van de Oost-Antarctische ijskap lagere temperaturen, en de randgebieden van Antarctica, voornamelijk het Antarctisch Schiereiland, worden onderworpen aan hogere temperaturen die zorgen voor een versneld smelten van het ijs. Modellen doen ook vermoeden dat het gat in de ozonlaag en de versterkte poolwervel bijdragen tot de recente toename van zee-ijs vlak voor de kust van het continent.

## Galerij

Vlag van Antarctica (niet officieel, ontwerp van Graham Bartram)
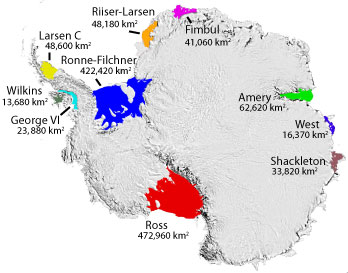
IJsplateaus op Antarctica
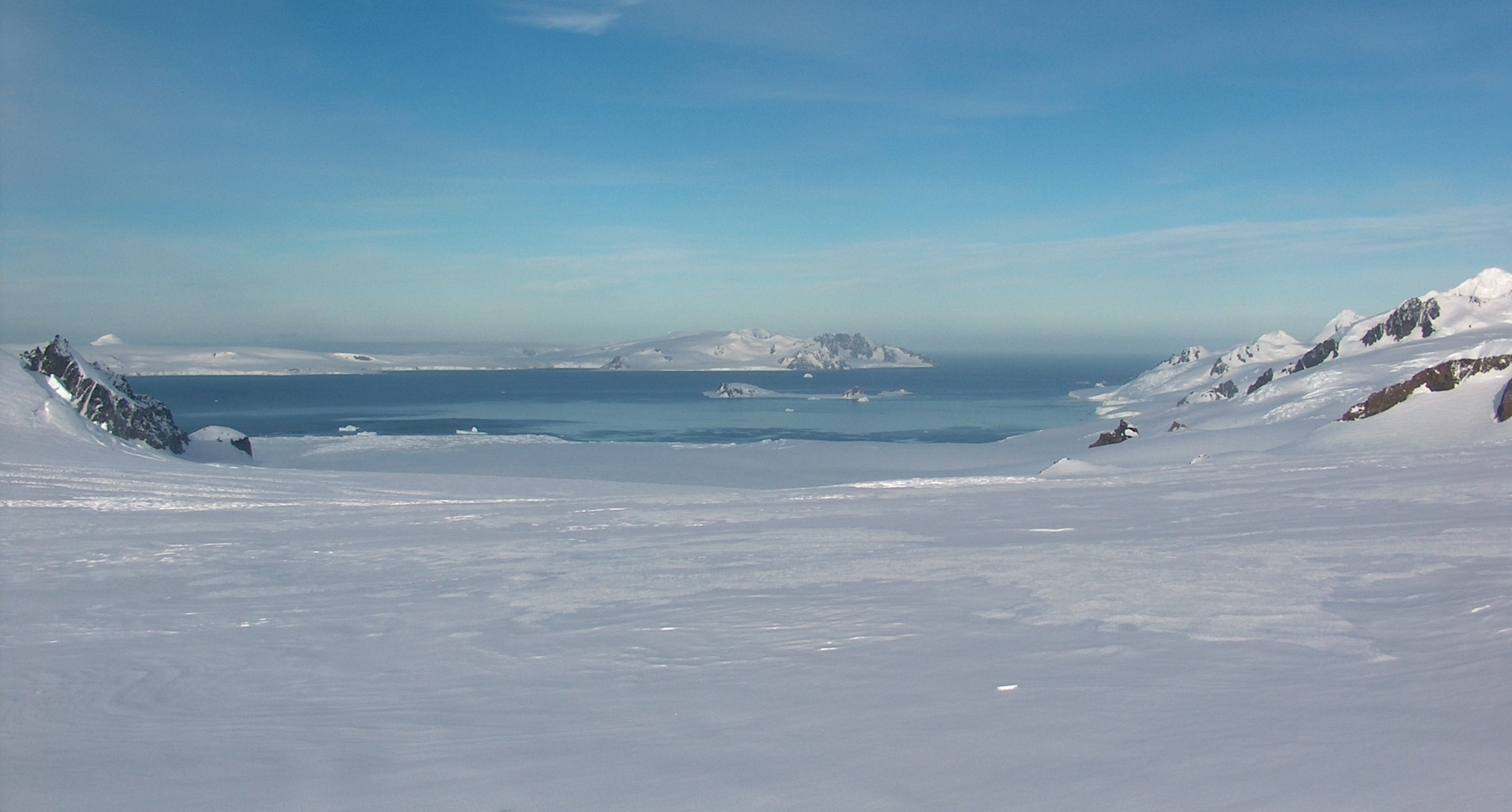
Huron-gletsjer
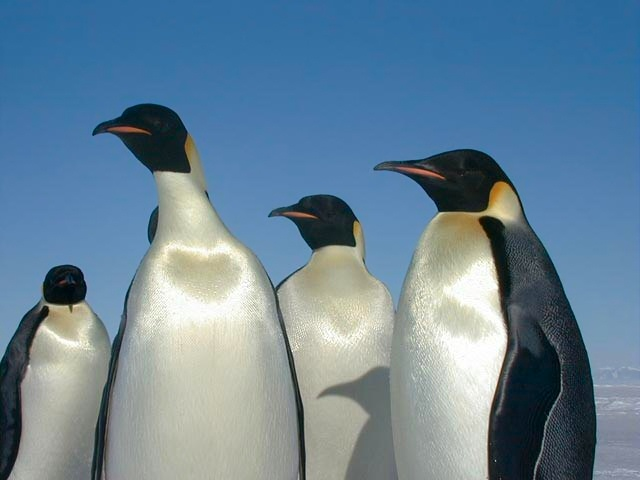
Keizerspinguïn, een van de vele bewoners van Antarctica.
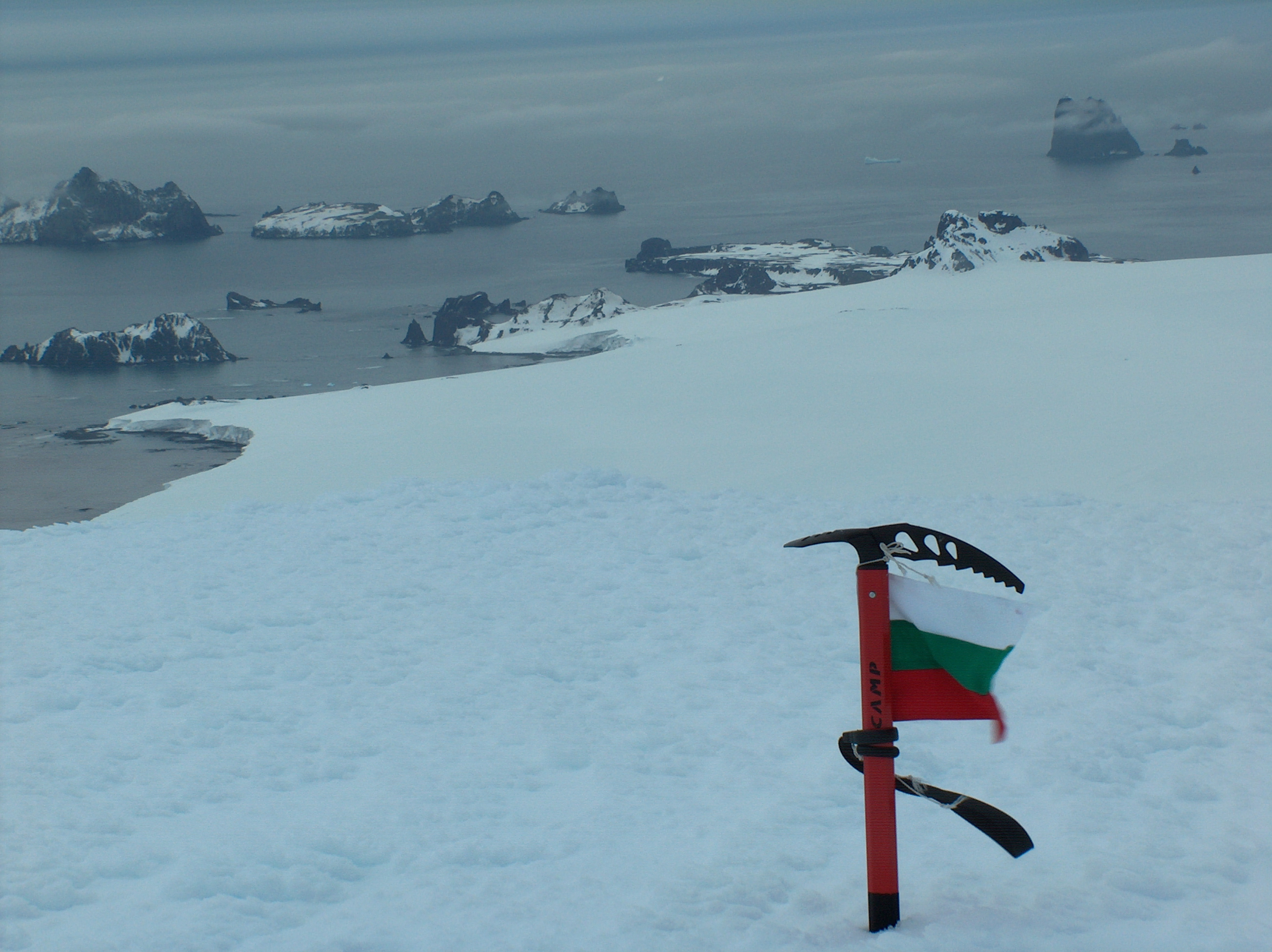
Punt Williams, dat in 1819 werd ontdekt
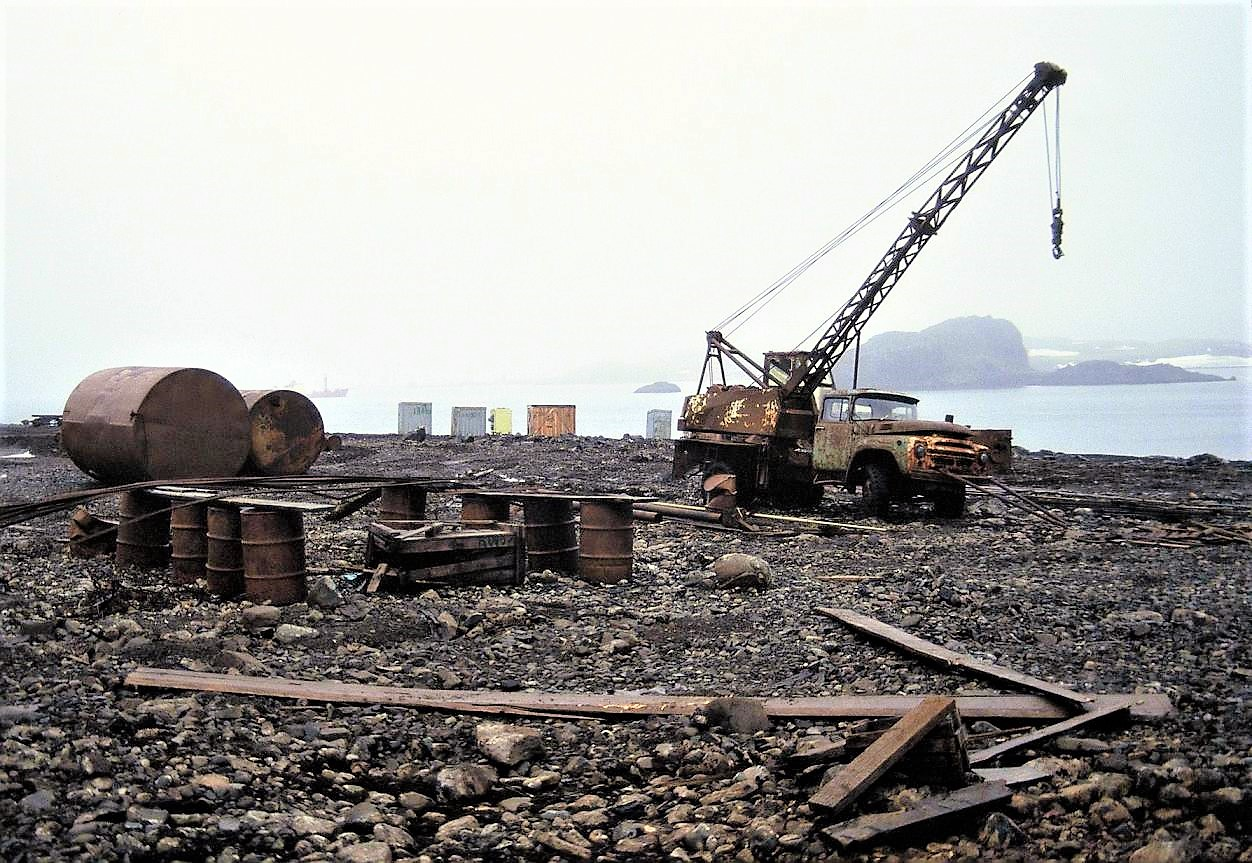
Bij de Russische basis Bellingshausen liggen autowrakken, olievaten en ander afval langs de kustlijn
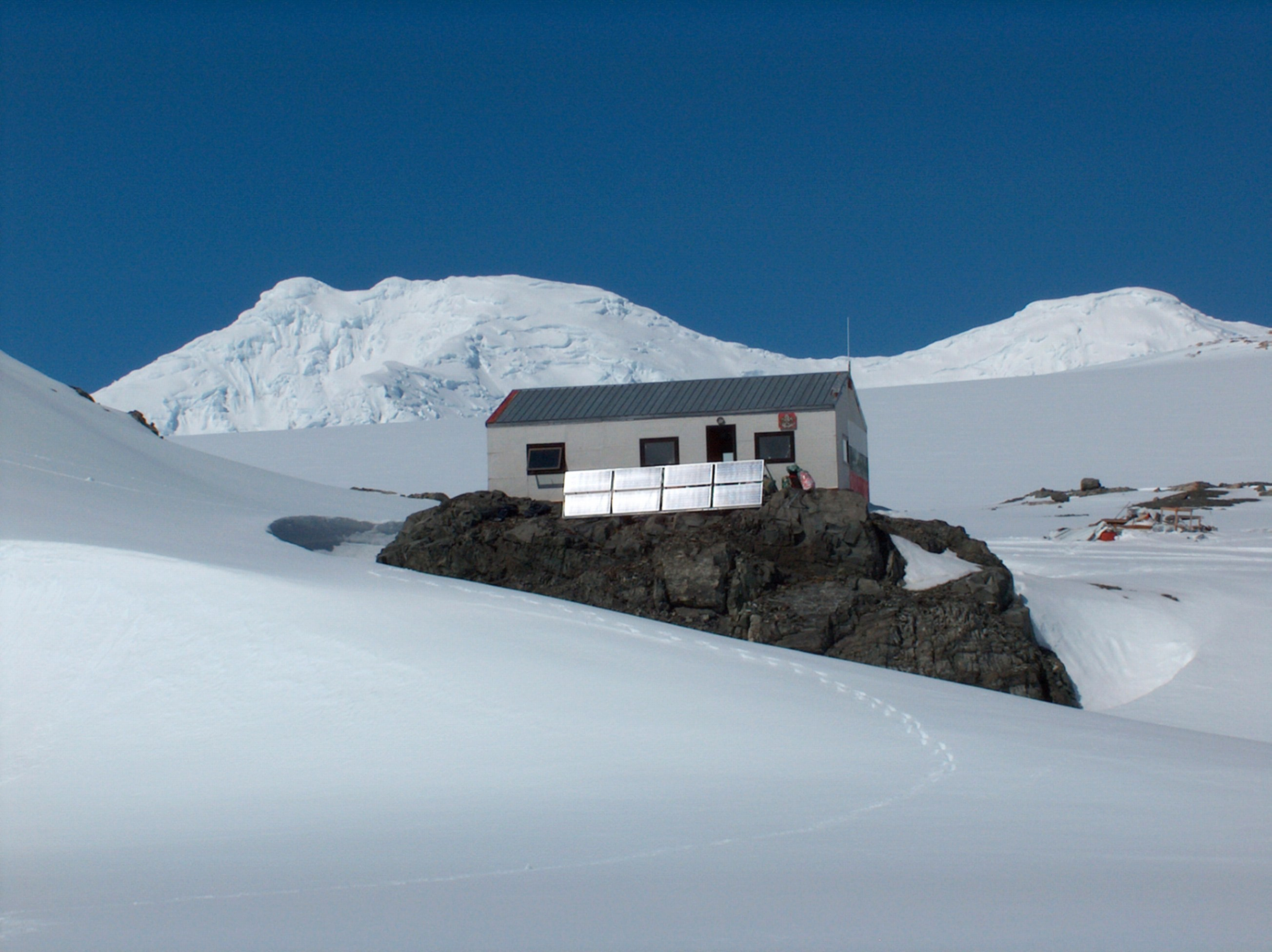
Basis op Antarctica
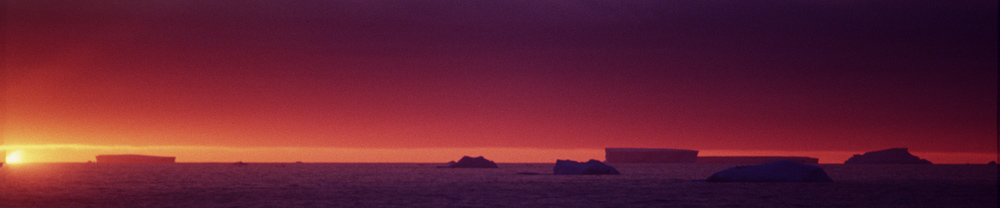
IJsbergen op Antarctica